# Sardoá
Sardoá is een gemeente in de Braziliaanse deelstaat Minas Gerais. De gemeente telt 5.477 inwoners (schatting 2009).

## Aangrenzende gemeenten
De gemeente grenst aan Coroaci, Divinolândia de Minas, Gonzaga, Governador Valadares, Peçanha, Santa Efigênia de Minas en São Geraldo da Piedade.